# سازمان حزب‌الله
سازمان حزب‌الله تشکیلاتی اسلامی و زیرزمینی بود که در سال ۱۳۴۶ از سوی شماری از اعضای پیشین حزب ملل اسلامی به نام‌های احمد احمد، و علیرضا سپاسی آشتیانی پس از آزادی از زندان با هدف مبارزه و براندازی حکومت محمدرضا پهلوی با تکیه بر تجربیات گذشته و نیز خودسازی فردی و جمعی و کسب آمادگی برای مقابله با هرگونه تهدید از سوی دستگاه تشکیل شد.بعدها حزب الله با پیوستن افرادی مانند جواد منصوری،  احمد منصوری، جمال نیکو قدم، عباس دوزدوزانی ، محمد مفیدی و محمدباقر عباسی گسترش و عمق یافت.
نام این سازمان با الهام از آیات قرآنی فان حزب‌الله هم الغالبون و الا ان حزب‌الله هم المفلحون انتخاب گردیده بود.
بنیادگذار و رهبر سیاسی سازمان حزب‌الله، عباس آقازمانی (ابوشریف) بوده‌است که بعدها از شخصیت‌های اولیه و تأثیرگذار انقلاب اسلامی ایران و از پایه‌گذاران سپاه پاسداران انقلاب اسلامی شد.
در چارچوب فعالیت های حزب الله، عباس آقازمانی اقدام به برگزاری کلاس های آموزش قرآن و زبان عربی در مساجد مختلف تهران از جمله مسجد شیخ علی، مسجد حاج امجد و مسجد حضرت امیرالمومنین واقع در خیابان فرصت می نمود.در این کلاس ها که به سبکی جدید برگزار می شد، آقازمانی از شاگردان می خواست آیاتی از قرآن (بیشتر آیات جهاد) را حفظ نمایند.در چارچوب همین کلاس ها که توسط آقازمانی و سایر اعضای حزب الله از جمله جمال نیکو اقدم، جواد منصوری و عباس دوزدوزانی برگزار می شد کادرهای حزب الله اقدام به شناسایی و جذب افراد شاخص و با انگیزه برای عضویت در حزب الله می نمودند.
در سال ۱۳۵۰، شاخه نظامی سازمان حزب‌الله پس از ضربات وارد شده توسط ساواک به مجاهدین خلق، به منظور کمک به آن، به سازمان مجاهدین خلق پیوستند.
ابوشریف پس از گریز از ایران و از دست ساواک، در سفرهای خود به اروپا و خاورمیانه، به راه‌اندازی، کادرسازی و گسترش جریان حزب‌الله اقدام نمود.
کادرهای حزب‌الله بعدها در جریان انقلاب اسلامی، در تثبیت آن و تأسیس تشکیلات نظامی قدرتمند انقلاب با نام سپاه پاسداران، ایفای نقش نمودند.
سازمان حزب‌الله را می‌توان نخستین گروه تشکیلاتی با نام حزب‌الله در تاریخ معاصر سیاسی ایران و جهان اسلام به شمار آورد.